# Éric Franceries
Éric Franceries est un guitariste classique français.

Guitariste international, il se produit en concert aussi bien en soliste qu'en musique de chambre, du Japon aux États-Unis, en passant par tous les pays d'Europe. Alexandre Lagoya dira de lui : « Éric Franceries maîtrise son art avec sensibilité. Il a toujours été un interprète sachant réunir ses possibilités techniques au service d'une haute spiritualité musicale ». « Éric Franceries traverse les générations et les frontières de la six cordes, devenant au fil des années l'homme carrefour du classique... » (Guitarist Classic Acoustic, hors-série n° 5).

Eric Franceries est actuellement retraité de son poste de professeur de guitare classique au CRD (Conservatoire à Rayonnement Départemental) de Villeurbanne, depuis 2020.

Il joue également du tango argentin avec le bandonéoniste Jérémy Vannereau dans Duo Buenos Aires, et expérimente un répertoire de musiques du monde au sein de PepperCelt, avec le violoniste-chanteur Pierrem Thinet et le percussionniste Baptiste Romano.

## Palmarès
- Victoires de la musique 1994, avec Claude Bolling et Jean-Pierre Rampal
- Pour la guitare il obtient une médaille d'or au conservatoire de Toulouse
- Pour le basson il obtient une médaille d'or au conservatoire de Lyon
- Premier Prix du Conservatoire national supérieur de musique de Paris, dans la classe d'Alexandre Lagoya
- Plusieurs concours internationaux : Carpentras (1980), Sassari (1982), Radio-France (1983).